# Hannover-Journal
Hannover-Journal war der Titel einer Zeitschrift, die rund zwei Jahrzehnte in den Jahren von 1984 bis 2003 in Hannover im Grütter Verlag erschien. Chefredakteurin war zeitweilig die Journalistin Anne Winkel-Kirch.
Das Blatt mit der ISSN 1437-6199 brachte zur Weltausstellung Expo 2000 in Hannover mehrere Sonderhefte unter dem Obertitel „Hannover Journal – Spezial“ heraus.

## Spezialausgaben (Auswahl)
- Lust auf Expo. Highlights zur Weltausstellung / Expo 2000, 2., aktualisierte Auflage, 100.–200. Tsd., Grütter, Hannover 2000.
- Expo, das Weltereignis. Mit Geländeplan / Expo 2000, Grütter, Hannover 2000.
- Eine Weltreise zu Fuß / Expo 2000, Grütter, Hannover 2000.
- Eine Weltreise zu Fuß / Expo 2000. Deutsche Blindenstudienanstalt e.V., Grütter, Hannover 2000.